# Грязин, Василий Станиславович
Васи́лий Станисла́вович Гря́зин (род. 11 ноября 1993 года, Москва) — российский автогонщик, чемпион Латвии в классе R4 2012 года, серебряный призёр чемпионата России 2012 года, серебряный призёр этапа чемпионата Европы по ралли 2014 года.

## Спортивная карьера

### 2011
C 2011 года профессионально выступает за команду SRT (Латвия), участвует в Чемпионатах Латвии и России по ралли.

### 2012
Вторым финишировал в Rally Masters Show-2012, где получил специальную награду Moscow Ice Master (за лучшее прохождение ледовых спецучастков).
Завоевал «бронзу» Чемпионата России, где на протяжении практически всех этапов занимал лидирующую позицию, из которых один этап выиграл в абсолютном зачете. Из-за схода на зимнем карельском этапе, вызванным серьезным нарушением правил безопасности со стороны организаторов, потерял возможность безоговорочного лидерства. Финальный этап чемпионата в Новороссийске выдался самой яркой и напряженной гонкой и лишь цепь случайностей отбросила пилота на третью позицию.
Успешно проведя «параллельный» сезон на прибалтийских трассах, Василий сумел победить в самом мощном и современном зачете R4 Чемпионата Латвии по ралли.

#### Результаты 2012 года
| №  | Дата           | Гонка                       | Статус гонки                        | Автомобиль               | Результат           |
| -- | -------------- | --------------------------- | ----------------------------------- | ------------------------ | ------------------- |
| 1  | 21-22 января   | «Горный лен», Асбест        | Чемпионат России                    | Mitsubishi Lancer EVO-IX | Абсолют 2           |
| 2  | 26-28 января   | «Яккима», Лахденпохья       | Кубок России                        | Mitsubishi Lancer EVO-IX | сход                |
| 3  | 11-12 февраля  | Ралли Sarma                 | Чемпионат Латвии                    | Mitsubishi Lancer EVO-IX | Абсолют 12, класс 1 |
| 4  | 27-28 февраля  | Vooruma talveralli 2012     | Чемпионат Эстонии                   | Mitsubishi Lancer EVO-IX | Абсолют 6, класс 1  |
| 5  | 16-17 марта    | «Лахденпохья», Лахденпохья  | Чемпионат России                    | Mitsubishi Lancer EVO-IX | сход                |
| 6  | 21 апреля      | Rally Masters Show, Москва  | Традиционное                        | Ford Fiesta S2000        | Абсолют 2           |
| 7  | 12-13 мая      | Ралли Talsi                 | Чемпионат Латвии                    | Mitsubishi Lancer EVO-IX | Абсолют 17, класс 3 |
| 8  | 18-19 мая      | Ралли Славянский кубок, РБ  | Чемпионат России                    | Mitsubishi Lancer EVO-IX | Абсолют 2           |
| 9  | 8-9 июня       | Ралли Madona                | Чемпионат Латвии, Чемпионат Эстонии | Ford Fiesta S2000        | Абсолют 12, класс 1 |
| 10 | 22-23 июня     | «Белые Ночи», Лахденпохья   | Чемпионат России                    | Ford Fiesta S2000        | Абсолют 4           |
| 11 | 6-7 июля       | «Александров ралли Карпаты» | Кубок Европы, Чемпионат Украины     | Ford Fiesta S2000        | Абсолют 2, класс 1  |
| 12 | 21-22 июля     | «Южный Урал», Бакал         | Чемпионат России                    | Ford Fiesta S2000        | Абсолют 1           |
| 13 | 24-25 августа  | Ралли Kurzeme               | Чемпионат Латвии                    | Ford Fiesta S2000        | Абсолют 10, класс 2 |
| 14 | 28-29 сентября | «Россия», Новороссийск      | Чемпионат России                    | Ford Fiesta S2000        | Абсолют 4           |
| 15 | 12-13 октября  | Ралли Saaremaa              | Чемпионат Эстонии                   | Mitsubishi Lancer EVO-IX | сход (техн.)        |
| 16 | 2-4 ноября     | Cyprus Rally                | IRC                                 | Ford Fiesta S2000        | сход                |

### 2013
Год начал с участия в гонке на выносливость «24 часа Дубая». Вторым финишировал в Rally Masters Show-2013, где уступил только регулярному участнику Чемпионата мира по ралли — Евгению Новикову.
Весь 2013 год спланирован по тренерской программе наставника Василия — его отца Станислава Грязина — как насыщенный тренировочный год. В программу вошли выступления на европейских гонках — этапах Чемпионата Финляндии, а также этапах Чемпионата мира по ралли. Для повышения наката Василий принимал участие в гонках RRC — российского кольцевого чемпионата в составе команды Аэроэкспресс на автомобилях LADA Kalina, а также в этапах гонок VLN на легендарной гоночной трассе Nürburgring.

#### Результаты 2013 года
| №  | Дата            | Гонка                      | Статус гонки                       | Автомобиль              | Результат            |
| -- | --------------- | -------------------------- | ---------------------------------- | ----------------------- | -------------------- |
| 1  | 11-12 января    | «24 часа Дубая»            | Традиционный марафон               | BMW Z4                  | 3-й в зачете А5      |
| 2  | 19-20 января    | Ралли «Алуксне»            | Кубок Латвии                       | Ford Fiesta S2000       | Абсолют 1            |
| 3  | 1-3 февраля     | Ралли «Лиепая-Вентспилс»   | Чемпионат Европы, Чемпионат Латвии | Mitsubishi Lancer Evo-9 | Абсолют 13, класс 8  |
| 4  | 7-10 февраля    | Ралли Швеции               | Чемпионат мира                     | Ford Fiesta S2000       | Абсолют 32, класс 7  |
| 5  | 22-23 февраля   | Ралли «Сарма»              | Чемпионат Латвии                   | Ford Fiesta S2000       | сход                 |
| 6  | 8-9 марта       | Ралли SM Itaralli          | Чемпионат Финляндии                | Ford Fiesta S2000       | Абсолют 10           |
| 7  | 22-23 марта     | Ралли Il Ciocco            | Чемпионат Италии                   | Ford Fiesta R2          | сход                 |
| 8  | 13-14 апреля    | Ралли Mille Miglia         | Чемпионат Италии                   | Ford Fiesta R2          | Абсолют 25, класс 11 |
| 9  | 19-20 апреля    | Rally Masters Show, Москва | Традиционное                       | Ford Fiesta S2000       | Абсолют 3            |
| 10 | 16-18 мая       | Ралли Tour de Corse-France | Чемпионат Европы                   | Ford Fiesta R2          | Абсолют 19, класс 3  |
| 11 | 31 мая — 2 июня | Ралли Tribec               | Чемпионат Словакии                 | Ford Fiesta S2000       | Абсолют 11, класс 3  |

### 2014
Планируется участие в Чемпионате Европы. Провёл 4 гонки в Чемпионате России по кольцевым автомобильным гонкам, дважды приехал на подиум, занял итоговое 13-е место в классе «Туринг-Лайт».
Василий дебютировал во французской ледовой серии "Trophee Andros" с победы в классе Elite 2. Третий этап серии также увенчался успехом — третье призовое место в классе Elite 2. Однако из-за плотного графика Василия оказалось невозможным серьезно подойти к подготовке гонки подобного типа и организовать дополнительные тесты, поэтому было принято решение покинуть французскую серию.

## 2015
Василий Грязин возвращается в ралли, но уже не на полном приводе, а на переднем — на Peugeot 208 R2. В планах — участие в Чемпионате Европы.
Кроме того, Василий ведёт активную подготовку к ралли-кроссу, в котором планируется участие в нескольких этапах Чемпионата Европы и мира на Ford Fiesta категории RX-lite, а также Василий собирается тестировать совершенно новый автомобиль — Subaru Impreza WRX STI 2015 модельного ряда.

#### Результаты 2015 года
| № | Дата         | Гонка                      | Статус гонки                              | Автомобиль     | Результат                   |
| - | ------------ | -------------------------- | ----------------------------------------- | -------------- | --------------------------- |
| 1 | 16-17 января | Ралли «Алуксне»            | Чемпионат по ралли-спринту Литвы и Латвии | Peugeot 208 R2 | Абсолют 2, класс 2WD open A |
| 2 | 23-24 января | Ралли «Сарма»              | Чемпионат Латвии                          | Peugeot 208 R2 | 3 место, класс LRC 3        |
| 3 | 7-8 февраля  | Ралли «Лиепая»             | Чемпионат Европы, Чемпионат Латвии        | Peugeot 208 R2 | сход                        |
| 4 | 3-4 апреля   | Circuit of Ireland         | Чемпионате Европы                         | Peugeot 208 R2 | Абсолют 5, ERC 3            |
| 5 | 17-19 апреля | Rally Masters Show, Москва | Традиционное                              | Peugeot 208 R2 | сход                        |
| 6 | 3 мая        | Ралли-спринт «Калнамуйжа»  | —                                         | Peugeot 208 R2 |                             |
| 7 | 16-17 мая    | Ралли «Талси»              | Чемпионат Латвии                          | Peugeot 208 R2 | Абсолют 1, класс LRC3       |
| 8 | 4-6 июня     | Sata Rally Acores          | Чемпионат Европы                          | Peugeot 208 R2 |                             |

2020
Василий Грязин участвует в Чемпионате России по ралли и становится победителем в Абсолютном зачете
| № | Дата                    | Гонка              | Штурман         | Автомобиль     | Результат         |
| - | ----------------------- | ------------------ | --------------- | -------------- | ----------------- |
| 1 | 23 - 25 января 2020 г   | Ралли "Карелия"    | Дмитрий Лебедик | Skoda Fabia R5 | 1 место "Абсолют" |
| 2 | 24 - 26 июня 2020 г.    | Ралли "Эковер"     | Ярослав Федоров | Skoda Fabia R5 | 1 место "Абсолют" |
| 3 | 20 - 23 августа 2020 г. | Ралли "Белые ночи" | Ярослав Федоров | Skoda Fabia R5 | 1 место "Абсолют" |
| 4 | 1 - 4 октября 2020 г.   | Ралли "Псков"      | Ярослав Федоров | Skoda Fabia R5 | 1 место "Абсолют" |